# 実録!グループ魂全国ツアー「客VS俺!どっちがスケベか競争して来たど!15番勝負」
『実録!グループ魂全国ツアー「客VS俺!どっちがスケベか競争して来たど!15番勝負」』（じつろく!グループたましいぜんこくツアー「きゃくブイエスおれ!どっちがスケベかきょうそうしてきたど!じゅうごばんしょうぶ」）は、2011年4月13日にキューンレコードから発売されたグループ魂のライブ音源アルバム。

## 概要
- 2011年1月7日~2011年2月5日まで行われた全国ツアー「客VS俺!どっちがスケベか競争しようか15番勝負」を収録。グループ魂初のライヴ盤CD。

## 収録曲
1. ~港カヲル前説~ (2011.1.7 Zepp Tokyo)
2. モテる努力をしないでモテたい節 (2011.1.7 Zepp Tokyo)
3. 中村梅雀 (2011.1.11 Zepp Osaka)
4. 職務質問 (2011.1.10 Zepp Osaka)
5. ~こちょこちょ本舗へようこそ~ (2011.1.13 広島クラブクアトロ)
6. High School (2011.1.13 広島クラブクアトロ)
7. 男、腐りかけ 1 (2011.1.13 広島クラブクアトロ)
8. ラブラブエッサイム'82 (2011.1.13 広島クラブクアトロ)
9. 俺たちに品はない (2011.1.15 Zepp Fukuoka)
10. パンク仲間はずれ (2011.1.17 熊本DRUM Be-9)
11. 余命40年の花嫁 (2011.1.17 熊本DRUM Be-9)
12. ずるむケーションブレイクダウン (2011.1.19 高松OLIVE HALL)
13. 君にジュースを買ってあげる♥ (2011.1.20 岡山CRAZYMAMA KINGDOM)
14. IN (2011.1.20 岡山CRAZYMAMA KINGDOM)
15. SHIKAN (2011.1.22 京都磔磔)
16. 押忍!てまん部 (2011.1.22 京都磔磔)
17. だだだ (2011.1.24 金沢AZ)
18. アイブラユー (2011.1.26 Zepp Nagoya)
19. 沖縄行きたい (2011.1.28 沖縄ナムラホール)
20. SEARCH & 片思い (2011.1.30 Zepp Sendai)
21. 男、腐りかけ 2 (2011.1.30 Zepp Sendai)
22. ~石鹸コール~ (2011.2.1 Zepp Sapporo)
23. くん兄さん VS アン姉さん (2011.1.30 Zepp Sendai)
24. ~コール & レスポンス~ (2011.1.30 Zepp Sendai)
25. TMC (2011.2.1 Zepp Sapporo)
26. べろべろ (2011.2.5 日本武道館)